# Tommy Amphlett
Thomas „Tommy“ Amphlett (* 14. September 1988 in Stoke-on-Trent) ist ein australischer Fußballspieler. Der Offensivspieler bestritt zwischen 2009 und 2012 27 Partien für Perth Glory in der A-League.

## Karriere
Amphlett spielte in seiner Jugend für ECU Joondalup und gewann mit dem Verein 2004 die U-18-Meisterschaft von Western Australia, Amphlett hatte zu diesem Erfolg mit neun Saisontoren beigetragen. 2005 belegte er bei der Wahl zum westaustralischen Jugendspieler des Jahres hinter seinem Mannschaftskollegen Phil Arnold den zweiten Platz. 2006 rückte er in den Erwachsenenbereich auf und kam vereinzelt zu Einsätzen für die erste Mannschaft, überwiegend war er aber für das Reserveteam aktiv, dessen bester Torschütze er 2006 war. In der Saison 2007 etablierte er sich in der ersten Mannschaft von Joondalup, die in der höchsten westaustralische Spielklasse antrat. Mitte 2008 wurde er für ein Freundschaftsspiel gegen eine U-23-Provinzauswahl von Ost-Java (Endstand 0:2) erstmals in die westaustralische Staatsauswahl berufen. 2009 übernahm sein Vater, der zuvor das Präsidentenamt begleitete, den Trainerposten bei Joondalup und Amphlett war im Saisonverlauf mit 13 Treffern erfolgreichster Torschütze seines Teams.
Im November 2009 wurde Amphlett vom einzigen Fußball-Profiteam von Western Australia, Perth Glory, unter Vertrag genommen. Ursprünglich wurde er dabei als Ersatz für den verletzten Anthony Skorich in die Mannschaft aufgenommen. Nur wenige Tage später gab Amphlett bei einer 0:2-Heimniederlage gegen den Sydney FC per Einwechslung sein Debüt in der A-League. Neben Kurzeinsätzen in der A-League spielte Amphlett auch regelmäßig für das Nachwuchsteam in der National Youth League und erreichte mit dem Team in der Saison 2009/10 das Meisterschaftsfinale, in dem man Gold Coast United mit 1:2 unterlag. Amphlett beendete Anfang 2010 parallel zu seiner Fußballerkarriere eine Ausbildung zum Schreiner.
Im April 2010 unterzeichnete der Offensivakteur einen neuen Vertrag bei Perth Glory. In der Saison 2010/11 kam Amphlett zumeist im rechten Mittelfeld zu 15 Einsätzen, davon sechs Mal in der Startelf. Perth belegte am Saisonende trotz der Verpflichtung des vormaligen englischen Nationalspielers Robbie Fowler allerdings den vorletzten Tabellenplatz. Nachdem er in der folgenden Saison nur noch sieben Mal aufgeboten wurde und während der gesamten Meisterschaftsendrunde (1:2-Finalniederlage gegen Brisbane Roar) nicht zum Aufgebot zählte, wurde sein Vertrag am Saisonende nach insgesamt 27 Erstligaeinsätzen nicht mehr verlängert.
Amphlett kehrte daraufhin zu seinem Jugendklub ECU Joondalup zurück, für den Verein ist er seither wieder im westaustralischen Fußball aktiv. 2014 und 2015 war er vereinsintern bester Torschütze.